# Franz Lehár

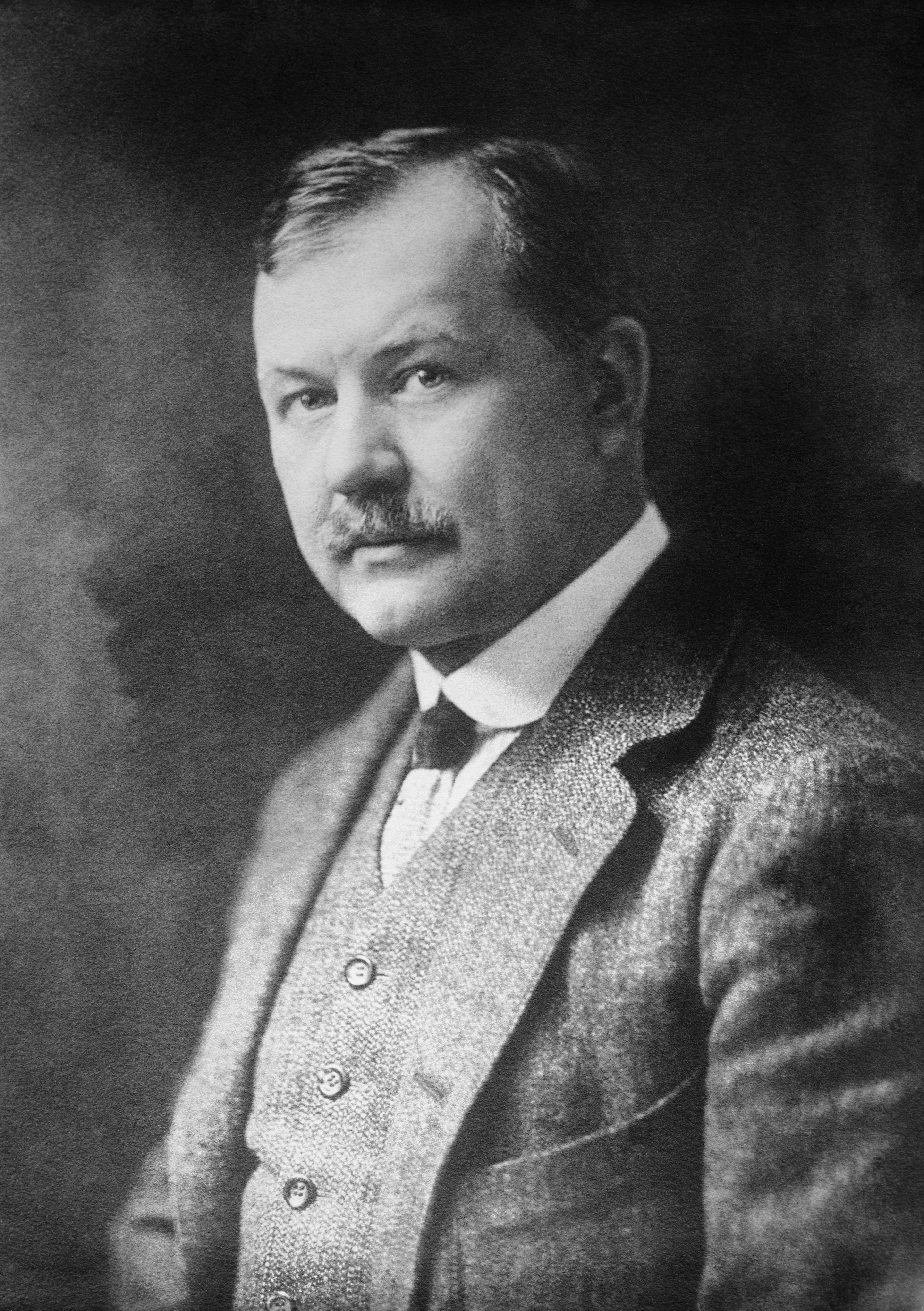
Franz Lehár

Franz Lehár (* 30. April 1870 in Komorn, Österreich-Ungarn (heute: Komárno, Slowakei); † 24. Oktober 1948 in Bad Ischl, Österreich) war ein österreichischer Komponist. Lehár gilt zusammen mit Oscar Straus, Emmerich Kálmán und Leo Fall als Begründer und Hauptvertreter der sogenannten Silbernen Operettenära.

## Leben
Franz Lehár war der Sohn des Kapellmeisters im Infanterieregiment Nr. 50 der k. u. k. Armee Franz Lehár (senior) (1838–1898) und dessen Frau Christine Neubrandt (1849–1906). Sein jüngerer Bruder Anton schlug wie der Vater eine Militärkarriere ein, die er als General und Ritter des Militär-Maria-Theresien-Ordens beendete.

### Herkunft
Lehárs Vorfahren sind bis Anfang des 18. Jahrhunderts als Kleinbauern in Lesnitz und Brünnles bei Hohenstadt in Nordmähren nachweisbar. Der Name Lehár weist auf den tschechischen Ursprung der Familie hin, wobei es nach der Heirat des Urgroßvaters des Komponisten mit einer Bauerntochter aus Schönwald (Šumvald) bei Mährisch Neustadt zur Eindeutschung des Namens kam. Deren Sohn lebte in Schönwald als Häusler und Glaser und heiratete die aus Schönwald stammende Anna Polách, ihr Sohn Franz Lehár (senior) (* 31. Januar 1838 in Schönwald; † 7. Februar 1898 in Budapest) wurde dann der Vater des Komponisten. Lehár senior heiratete in Komorn die Ungarin Christine Neubrandt (1849–1906), deren Vater von bereits magyarisierten mecklenburgischen Einwanderern abstammte, die in alten Taufbüchern aber noch „Neubrandenburger“ hießen. „Als die Mutter im Jahre 1869 heiratete, konnte sie sich in der deutschen Sprache, die ihre Eltern noch vollkommen beherrschten, kaum ausdrücken. Mein Vater dagegen sprach fast gar nicht ungarisch. Da in der Armee damals nur Deutsch gesprochen wurde, die ungarische Gesellschaft aber […] deutschsprechende Elemente nicht gerne sah, entbehrte meine Mutter in den ersten Jahren fast völlig jedes gesellschaftlichen Verkehrs.“
Lehár wuchs mit der Sprache seiner Mutter auf, dem Ungarischen. Seine Jugend verbrachte er als Sohn eines Militärkapellmeisters mit häufigem Standortwechsel in Städten, die damals zu Ungarn gehörten: Preßburg, Ödenburg, Karlsburg und Klausenburg. Darum erhielt das „a“ des Namens Lehár das ungarische Dehnungszeichen. (Der sudetendeutsche, bis 1945 in Liebau ansässig gewesene Zweig wird Lehar geschrieben, die tschechischen Namensträger Léhar.)

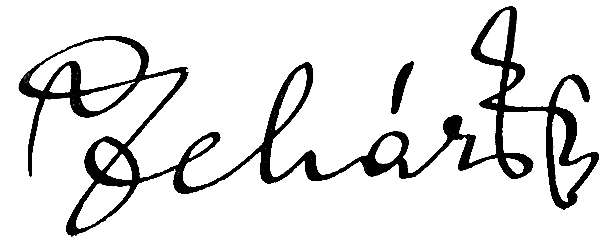
Lehárs Unterschrift

Franz Lehár bekannte sich während seines ganzen Lebens durch seine Unterschrift zu seiner ungarischen Herkunft, indem er nach ungarischer Art seinen Taufnamen Ferenc (Franz) dem Familiennamen hintansetzte. Den Namen ‚Ferenc‘ kürzte Lehár meist mit einem violinschlüsselartigen Schnörkel ab und behielt diese Schreibweise auch dann bei, wenn er später mit deutschem Vornamen unterschrieb.
In seinem Militär-Paß steht: „Er ist 1,65 Meter groß, hat blaue Augen, blondes Haar, spricht und schreibt deutsch, ungarisch, böhmisch, ist heimatberechtigt in Schönwald/Mähren.“
Seine Sprachkenntnisse, die es ihm auch ermöglichten, andere slawische Sprachen gut zu verstehen, erweiterte er später in Pola/Pula, wo er als Militärkapellmeister wirkte, um die italienische Umgangssprache. Er war mit Giacomo Puccini und anderen italienischen Komponisten befreundet, man tauschte Erfahrungen und auch Partituren aus. Seine Englischkenntnisse waren jedoch sehr schwach, obwohl er gute Übersetzungen seiner Operetten von schlechten unterscheiden konnte. Für eine Emigration in die USA oder nach Großbritannien waren sie sicher zu gering.
Bei Ernst Décsey, Lehárs erstem Biographen, ist die Familienlegende zitiert, wonach die Lehars von einem Marquis Le Harde abstammen sollen. Dieser Marquis soll als Angehöriger der Grande Armée von den Russen gefangen genommen worden sein, aber in Nordmähren entflohen und bei Bauern Unterschlupf gefunden haben. Für diese Überlieferung fanden sich jedoch keinerlei Nachweise.

### Ausbildung

Franz Lehár mit seiner Mutter Christine im Jahr 1875

Die Begabung von Franz Lehár zeigte sich schon in frühen Jahren am Klavierspiel. Wie Mozart konnte auch er als Kind ein Thema bei verdeckten Tasten variieren. Mit elf Jahren komponierte er sein erstes Lied.
1880 wurde sein Vater mit seinem Regiment nach Budapest versetzt, und Lehár besuchte dort das Piaristengymnasium. Um ihm eine bessere Kenntnis der deutschen Sprache zu vermitteln, kam er aber bald auf das Gymnasium in Mährisch Sternberg.
Ab 1882 wurde Lehár seiner großen Musikalität halber Schüler des Prager Konservatoriums und studierte, entsprechend dem Wunsch seines Vaters, Violine bei Anton Bennewitz, Musiktheorie bei Josef Foerster und Komposition bei Antonín Dvořák, nachdem er zuvor privat bei Zdeněk Fibich unterrichtet worden war. Als Dvořák 1887 zwei Kompositionen von Lehár gesehen hatte, meinte er: „Hängen Sie die Geige an den Nagel und komponieren Sie lieber.“ Auch Johannes Brahms „äußerte sich wohlwollend über mich und gab mir eine Empfehlungskarte an Professor Mandyczewski“.

### Werdegang

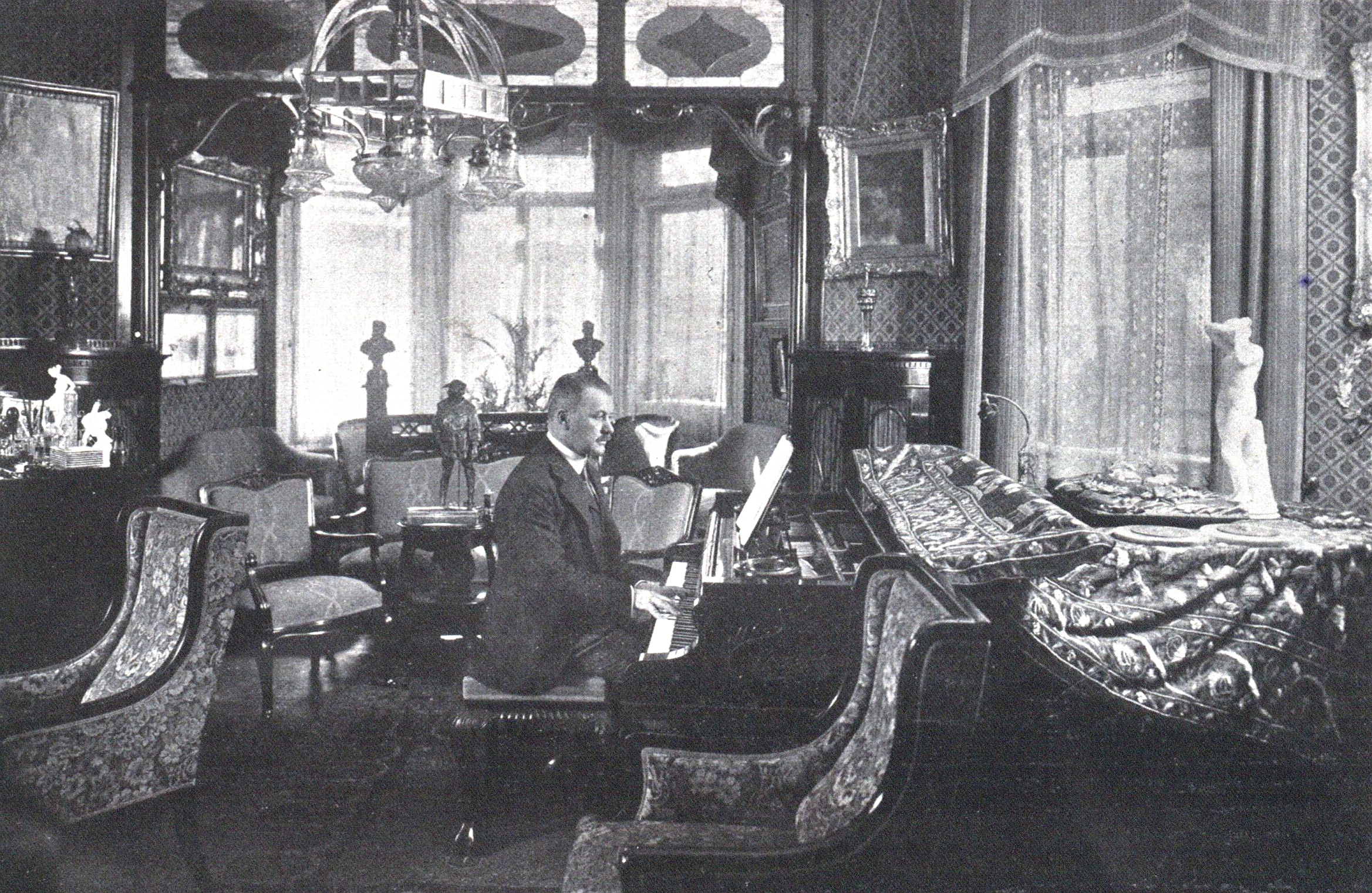
Lehár in seiner Wiener Wohnung, 1918

Seine musikalische Laufbahn begann er als Orchestermusiker in Barmen und Elberfeld (Stadttheater am Brausenwerth). Danach wurde er jüngster Militär-Kapellmeister der k. u. k. Armee. In Wien spielte er in der Kapelle seines Vaters, und über verschiedene Stationen in der Monarchie arbeitete er sich vor bis zum Nachfolger seines Vaters. Diese Karriere führte ihn nach Pola, Triest, Budapest und von 1899 bis 1902 nach Wien. Wien wurde zu seiner Wahlheimat, und dank einiger großer Erfolge konnte er bald ausschließlich von seinem kompositorischen Schaffen leben und verschrieb sich dabei ganz der Operette.
Schon mit seinen beiden Erstlingswerken Wiener Frauen und Der Rastelbinder galt er als der kommende Mann der Operette. Mit dem Welterfolg Die lustige Witwe (1905) setzte er sich endgültig an die Spitze der damaligen Operettenkomponisten. Bald schlossen sich in den nächsten Jahren weitere Erfolgsstücke an: Der Graf von Luxemburg, Zigeunerliebe und Eva.
Als in den 1920er Jahren die bis dahin „alte“ Operette in der Publikumsgunst zunehmend der Revue weichen musste (auch hier probierte sich Lehár mit einer Revuefassung der Lustigen Witwe mit Fritzi Massary), verabschiedete sich auch Lehár von dieser heiteren Kunstform. Seit Paganini verzichtete er auf das bisher übliche Happy End und setzte auf opernhaftes Sentiment und Pathos. Die Tenorpartien dieser letzten Operetten, wie Das Land des Lächelns oder Der Zarewitsch, schrieb er großteils für Richard Tauber. Seine letzte Operette Giuditta, die er als „musikalische Komödie“ bezeichnete, wurde dann tatsächlich auch 1934 in der Wiener Staatsoper uraufgeführt. Das „Hohe Haus“ versprach sich mit dieser von Lehár lange ersehnten Aufführung auch eine finanzielle Gesundung.
Privat war er sehr eng mit Giacomo Puccini befreundet und ließ sich auch durch dessen Opern inspirieren (wie umgekehrt auch Puccini von Lehár zu seiner Operette Die Schwalbe angeregt wurde, die allerdings kein Erfolg war). Lehár komponierte selbst vier Opern (Rodrigo sowie Kukuška oder Tatjana zu Beginn seiner Laufbahn, später Die gelbe Jacke und Garbonciás, eine Umarbeitung der Zigeunerliebe, als letztes Bühnenwerk). Neben Operetten schrieb er noch zwei symphonische Dichtungen, zwei Violinkonzerte, Filmmusik, Lieder, Tänze und Märsche.

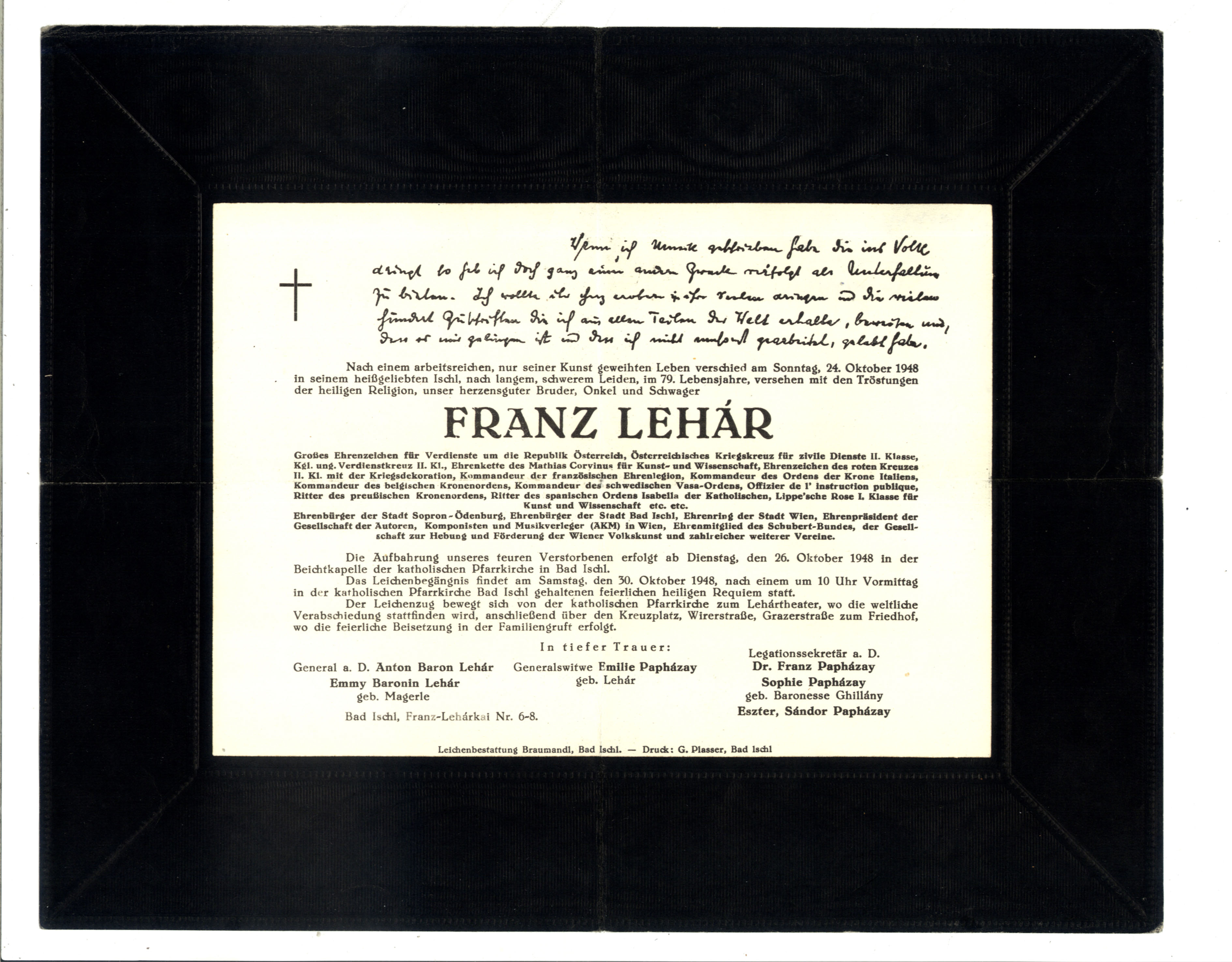
Todesanzeige

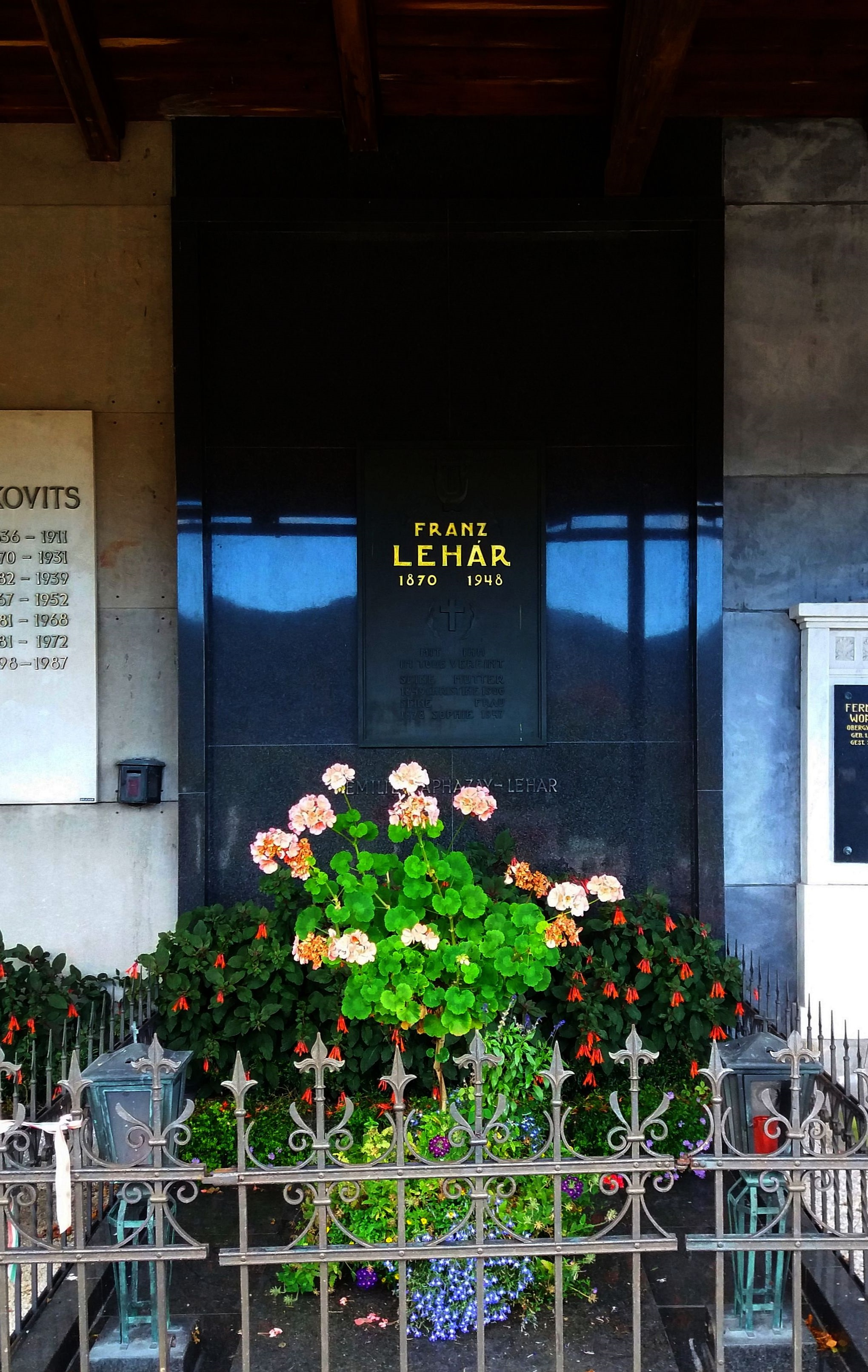
Grabstätte von Franz Lehár in Bad Ischl

Im Lauf der Jahre zu beträchtlichem Wohlstand gekommen, erwarb Lehár im Jahr 1931 das Schikaneder-Schlössl in Wien-Nußdorf, das bereits Emanuel Schikaneder besessen hatte. Seine Villa in Bad Ischl, in der er im Sommer gern komponierte, vermachte er der Stadt mit der Auflage, daraus ein Lehár-Museum zu bilden. Aus dem Komponistenanteil für Aufführungen seiner Werke in Österreich sollte ein Lehár-Fonds gebildet und die Einkünfte desselben zur Unterstützung unverschuldet in Not geratener alter Menschen verwendet werden. Jedoch sollten keine jungen Talente mit Hilfe dieses Fonds gefördert werden, da, so schrieb Lehár, wahres Talent sich von selbst durchringe und er nicht wünsche, dass dadurch Kunstdilettantismus großgezogen werde.

### Lehár und das „Dritte Reich“
Die Machtergreifung der Nationalsozialisten in Deutschland hatte auch für Lehár große Auswirkungen, da er, wie das Amt Rosenberg festhält, „sich ausnahmslos jüdischer Textbuchverfasser bei seinen Operetten bedient hatte: Leo Stein, Bela Jenbach, Bodanzky, Reichert, Julius Bauer, Julius Brammer, Alfred Grünwald, Herzer, Löhner-Beda, Marton, Willner“ und „in Wien ausschließlich in jüdischen Kreisen“ verkehre. Einen Ariernachweis hatte Lehár für sich und seine Frau mit dem Hinweis, sie seien beide katholisch, nie erbracht. Er war aber wegen seiner jüdischen Gattin Sophie (geborene Paschkis) angreifbar und erhielt nur wegen Hitlers besonderen Interesses eine Sondergenehmigung zur Berufsausübung. Die anfänglichen Anfeindungen gegen ihn und sein Werk, die vor allem vom Amt Rosenberg ausgingen, verstummten dank der Interventionen von Goebbels, und seine Operetten wurden dann wieder auf den Spielplänen der deutschen Theater geduldet.
Richard Tauber versuchte 1938, Lehár noch zu einer Emigration zu bewegen, was der mit den Worten „im 69. Jahr zu emigrieren ist kein Honiglecken“ ablehnte. Seine schwachen Englischkenntnisse wären sicher ein großes Handicap gewesen. Vielleicht hoffte er auch, durch seine ungarische Staatsbürgerschaft – für die er 1919 optiert hatte – eher in Ruhe gelassen zu werden. Aufgrund seiner dortigen Popularität hätte ein Vorgehen gegen Lehár eine diplomatische Krise zwischen dem nationalsozialistischen Deutschland und seinem wichtigen Verbündeten Ungarn provoziert.
1938 wurde Lehárs Frau zur „Ehrenarierin“ erklärt. Im selben Jahr denunzierte Lehár den jüdischen Rechtsanwalt Eitelberg beim Staatsrat und SS-Sturmbannführer Hans Hinkel, der Lehárs Gönner im Reichspropagandaministerium war. Von Hinkel erhielt er noch Anfang Januar 1945 einen herzlichen Heil-Hitler!-Neujahrsgruß. Am 12. Januar 1939 und am 30. April 1940 empfing Lehár in Berlin bzw. Wien Auszeichnungen aus Hitlers Hand, darunter eine Goethe-Medaille. Zu Hitlers Geburtstag 1938 schenkte Lehár seinem berühmten Verehrer ein in rotes Maroquin-Leder gebundenes Bändchen zur Erinnerung an die 50. Aufführung der Lustigen Witwe. 1941 stellte er sich für Propagandakonzerte im besetzten Paris zur Verfügung. Ende 1942 weilte er in Budapest, um die Aufführung seiner alten Zigeunerliebe vorzubereiten – in einer wohlweislich vollständig „arisierten“ Textfassung. Gleichwohl wurde einmal versucht, Lehárs Gattin zu deportieren.
Lehárs Freund, der Librettist Fritz Löhner-Beda, wurde am 4. Dezember 1942 im KZ Auschwitz ermordet. In der Literatur findet sich die allerdings unbelegte Behauptung, Lehár habe sich durch eine persönliche Vorsprache bei Hitler erfolglos um die Freilassung Löhners bemüht. Jüngere Recherchen ergaben allerdings, dass Lehár nichts unternahm und nach dem Ende des Zweiten Weltkriegs beteuerte, von nichts gewusst zu haben.
Nach einem Zusammenbruch bei einem Dirigat in Budapest durfte Lehár 1943 mit seiner Frau in die Schweiz ausreisen. Er litt zu diesem Zeitpunkt schon seit längerem an Gallen-, Nieren-, Drüsen- und Augenproblemen sowie einer Lungenentzündung.
Die letzten Kriegsmonate verbrachte das Ehepaar wieder in Bad Ischl.
Nach dem Ende des Zweiten Weltkriegs weigerte sich Lehár, über die politischen Dimensionen seines Wirkens im Dritten Reich zu reden, so etwa bei einem Treffen mit Klaus Mann im Mai 1945.

### Lebensabend und Tod
Nach dem Krieg hielt sich Lehár in der Schweiz auf, um sich medizinisch behandeln zu lassen. Im Juni 1948 kehrte der Komponist mit seiner Schwester Emilie Christine, die ihn nach dem Tod seiner Frau betreute, nach Bad Ischl zurück. Im Oktober 1948 erhielt er die Ehrenbürgerschaft und starb kurz darauf. Sein Grab befindet sich auf dem Friedhof in Bad Ischl.

## Ehrungen
- 1933: Kommandeurskreuz der Ehrenlegion, Frankreich
- 1940: Ernennung zum Ehrenbürger von Ödenburg (Sopron), Ungarn
- 1940: Verleihung der Goethe-Medaille: Obwohl die Musik Lehárs in völligem Kontrast zu der von Hitlers Lieblingskomponisten Wagner stand, wurde sie von Hitler sehr geschätzt.
- 1940: Ehrenring der Stadt Wien
- 1940: Umbenennung des ehemaligen Kurtheaters in Bad Ischl (jetzt Kino) in „Lehár Filmtheater“
- In Wien[23], München, Hamburg, Leidsche Rijn (Utrecht) sowie in Augsburg wurden Straßen nach ihm benannt, in Cloppenburg eine Straße sowie Grund- und Hauptschule Leharstraße, in Bad Ischl trägt die Uferstraße seinen Namen
- 1948: Ernennung zum Ehrenbürger von Bad Ischl (14. Oktober)
- 1970: Ausgabe einer 25-Schilling-Silbermünze zum 100. Geburtstag
- 1970: Die Ungarische Post gab anlässlich des 100. Geburtstages von Lehár eine Sondermarke heraus.
- 2005: Ein Asteroid wurde nach ihm benannt: (85317) Lehár.

### Denkmäler

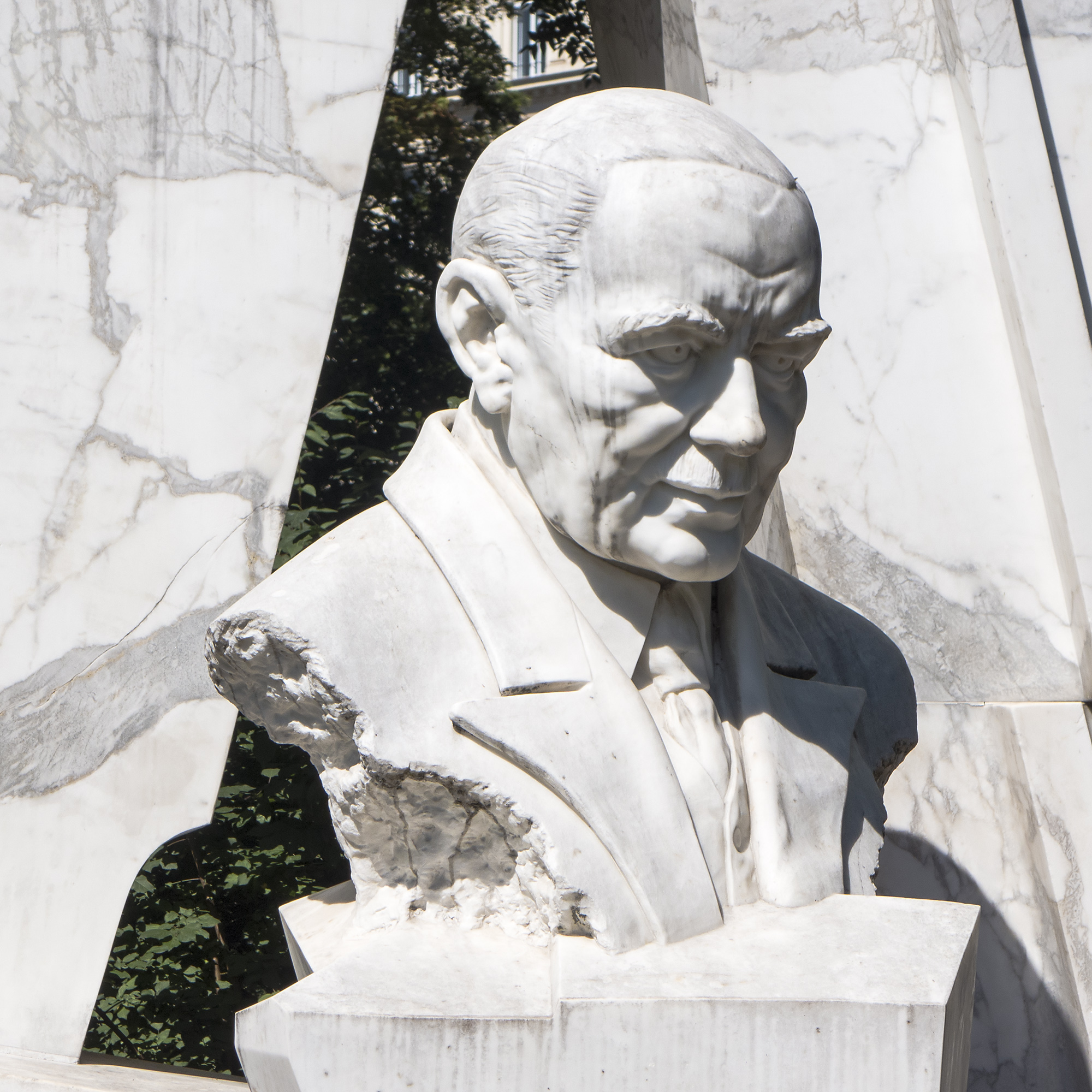
Denkmal im Wiener Stadtpark von Franz Coufal, 1980 enthüllt
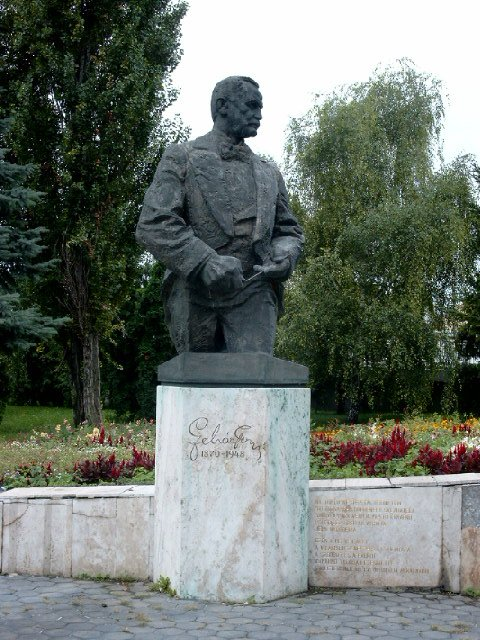
Denkmal in seiner Geburtsstadt Komárno
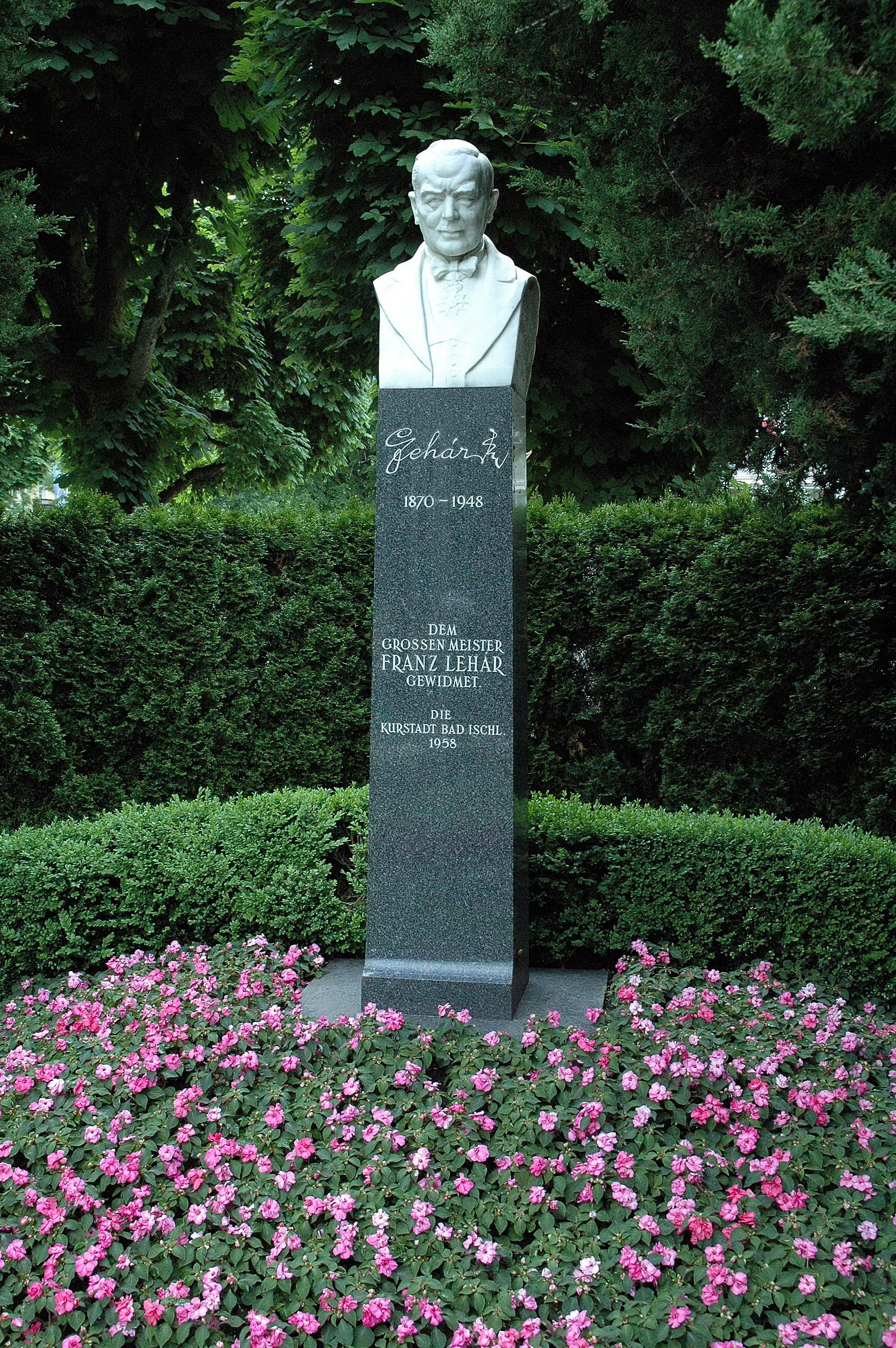
Denkmal in Bad Ischl

## Werke

### Bühnenwerke
- Rodrigo, Oper in einem Vorspiel und einem Akt. Libretto: Rudolf Mlčoch. UA 1893 Losoncz (Militärkasino)
- Kukuška, Lyrisches Drama in drei Aufzügen. Libretto: Felix Falzari. UA 27. November 1896 Leipzig (Stadttheater)
  - Neufassung: Tatjana. Oper in drei Akten (vier Bildern).[24] Libretto: Felix Falzari und Max Kalbeck. UA 10. Februar 1905 Brünn (Stadttheater)
- Wiener Frauen (Der Klavierlehrer; Der Clavierstimmer). Operette in drei Akten. Libretto: Hans Bergler (Pseud. Ottokar Tann-Bergler) und Emil Norini. UA 21. November 1902 Wien (Theater an der Wien)
  - Neufassung: Der Schlüssel zum Paradies. Operette in drei Akten von Emil Norini und Julius Horst. EA 20. Oktober 1906 Leipzig (Neues Operetten-Theater)
- Der Rastelbinder. Operette in einem Vorspiel und zwei Akten. Libretto: Victor Léon. UA 20. Dezember 1902 Wien (Carltheater)
- Der Göttergatte. Operette in einem szenischen Prolog und zwei Bildern. Libretto: Victor Léon und Leo Stein. UA 20. Januar 1904 Wien (Carltheater)
  - Erste Neufassung: Die ideale Gattin. Operette in drei Akten. Libretto: Julius Brammer und Alfred Grünwald. UA 11. Oktober 1913 Wien (Theater an der Wien)
    - Zweite Neufassung: Die Tangokönigin. Libretto: Julius Brammer und Alfred Grünwald. UA 9. September 1921 Wien (Apollo-Theater)
- Die Juxheirat. Operette in drei Akten. Libretto: Julius Bauer. UA 22. Dezember 1904 Wien (Theater an der Wien)

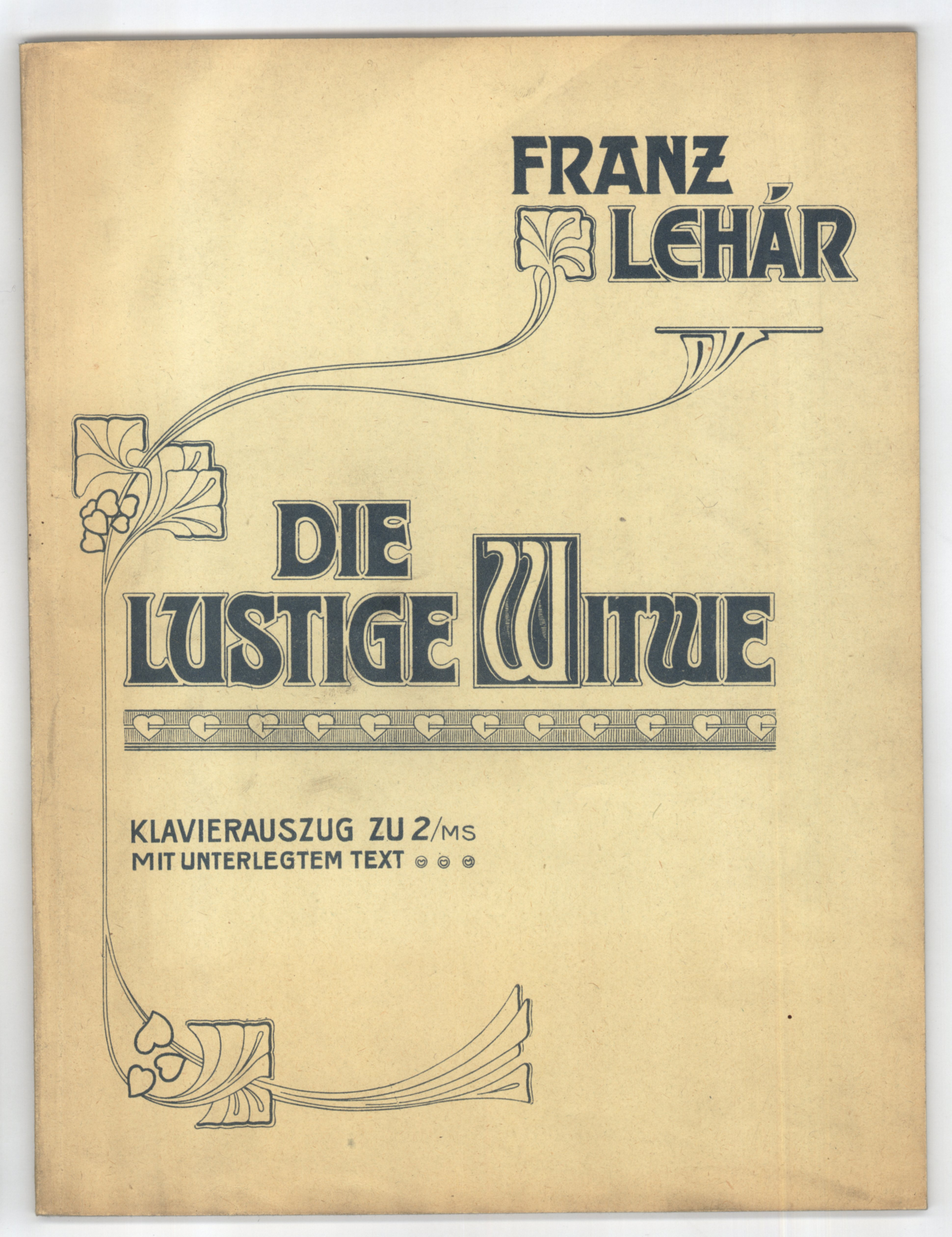
Titelblatt eines Klavierauszuges der Operette „Die Lustige Witwe“

- Die lustige Witwe, Operette in drei Akten. Libretto: Victor Léon und Leo Stein. UA 30. Dezember 1905 Wien (Theater an der Wien)
- Peter und Paul reisen ins Schlaraffenland. Zaubermärchen in einem Vorspiel und fünf Bildern. Libretto: Fritz Grünbaum und Robert Bodanzky. UA 1. Dezember 1906 Wien (Theater an der Wien)
- Mitislaw der Moderne. Operette in einem Akt (Parodie auf Die lustige Witwe). Libretto: Fritz Grünbaum und Robert Bodanzky. UA 5. Januar 1907 Wien (Kabarett Hölle im Theater an der Wien)
- Der Mann mit den drei Frauen. Operette in drei Akten. Libretto: Julius Bauer. UA 21. Januar 1908 Wien (Theater an der Wien)
- Das Fürstenkind. Operette in einem Vorspiel und zwei Akten. Libretto: Victor Léon. UA 7. Oktober 1909 Wien (Johann Strauß-Theater)
  - Neufassung: Der Fürst der Berge. Libretto: Victor Léon. UA 23. September 1932 Berlin (Theater am Nollendorfplatz)
- Der Graf von Luxemburg. Operette in drei Akten. Libretto: Alfred Maria Willner und Robert Bodanzky (Nach dem Libretto der Operette Reiche Mädchen, die wiederum eine Neufassung der Operette Die Göttin der Vernunft von Johann Strauss ist.) UA 12. November 1909 Wien (Theater an der Wien)
- Zigeunerliebe. Romantische Operette in drei Bildern. Libretto: Alfred Maria Willner und Robert Bodanzky. UA 8. Januar 1910 Wien (Carltheater)
  - Neufassung: Garabonciás diák. Romantisches Singspiel in drei Akten. Libretto: Ernő Innocent-Vincze. UA 20. Februar 1943 Budapest (Königliche Oper)
- Eva. Operette in drei Akten. Libretto: Alfred Maria Willner und Robert Bodanzky. 24. November 1911 Wien (Theater an der Wien)
- Rosenstock und Edelweiss. Singspiel in einem Akt. Libretto: Julius Bauer. UA 1. Dezember 1912 Wien (Kabarett Hölle im Theater an der Wien)
- Endlich Allein. Operette. Libretto: Alfred Maria Willner und Robert Bodanzky. UA 30. Januar 1914 Wien (Theater an der Wien)
  - Neufassung: Schön ist die Welt. Operette. Libretto: Ludwig Herzer und Fritz Löhner-Beda. UA 3. Dezember 1930 Berlin (Metropol-Theater)
- Der Sterngucker. Operette. Libretto: Fritz Löhner-Beda. UA 14. Januar 1916 Wien (Theater in der Josefstadt)
  - Neufassung: Libellentanz (Die drei Grazien). Operette. Libretto: Alfred Maria Willner. UA 31. März 1923 Wien (Stadttheater)
  - Italienische Version: La danza delle libellule. Operette in drei Akten. Libretto: Carlo Lombardo. UA 27. September 1922 Mailand (Teatro Lirico)
  - Neufassung: Gigolette. Operette. Libretto: Carlo Lombardo und Giovacchino Forzano. UA 1926 Wien (Stadttheater)
- Wo die Lerche singt. Operette in vier Bildern. Libretto: Alfred Maria Willner, Heinz Reichert nach einem Entwurf von Ferenc Martos. UA (ungarische Fassung: A Pacsirta) 1. Februar 1918 Budapest (Königliche Oper). Deutschsprachige Erstaufführung 27. März 1918 Wien (Theater an der Wien)
- Die blaue Mazur. Operette in zwei Akten und einem Zwischenspiel. Libretto: Leo Stein und Bela Jenbach. UA 28. Mai 1920 Wien (Theater an der Wien)
- Frühling. Singspiel in einem Akt. Libretto: Rudolf Eger. UA 22. Januar 1922 Wien (Kabarett Hölle im Theater an der Wien)
  - Neufassung: Frühlingsmädel. Libretto: Rudolf Eger. UA 29. Mai 1928 Berlin (Neues Theater am Zoo)
- Frasquita. Operette in drei Akten. Libretto: Alfred Maria Willner und Heinz Reichert. UA 12. Mai 1922 Wien (Theater an der Wien)
  - Neufassung: Komische Oper. Libretto: Adaption française de Max Eddy et Jean Marietti. UA 5. Mai 1933 Paris (Opéra-Comique)
- Die gelbe Jacke. Komische Oper. Libretto: Victor Léon. UA 9. Februar 1923 Wien (Theater an der Wien)
  - Neufassung: Das Land des Lächelns. Romantische Operette in drei Akten. Libretto: Ludwig Herzer und Fritz Löhner-Beda. UA 10. Oktober 1929 Berlin (Metropol-Theater)
- Clo-Clo (später Lolotte). Operette in drei Akten. Libretto: Bela Jenbach. UA 8. März 1924 Wien (Bürgertheater)
- Paganini. Operette in drei Akten. Libretto: Paul Knepler und Béla Jenbach. UA 30. Oktober 1925 Wien (Johann Strauß-Theater)
- Der Zarewitsch. Operette in drei Akten. Libretto: Béla Jenbach und Heinz Reichert. UA 16. Februar 1927 Berlin (Deutsches Künstlertheater)
- Friederike. Singspiel in drei Akten. Libretto: Ludwig Herzer und Fritz Löhner-Beda. UA 4. Oktober 1928 Berlin (Metropol-Theater)

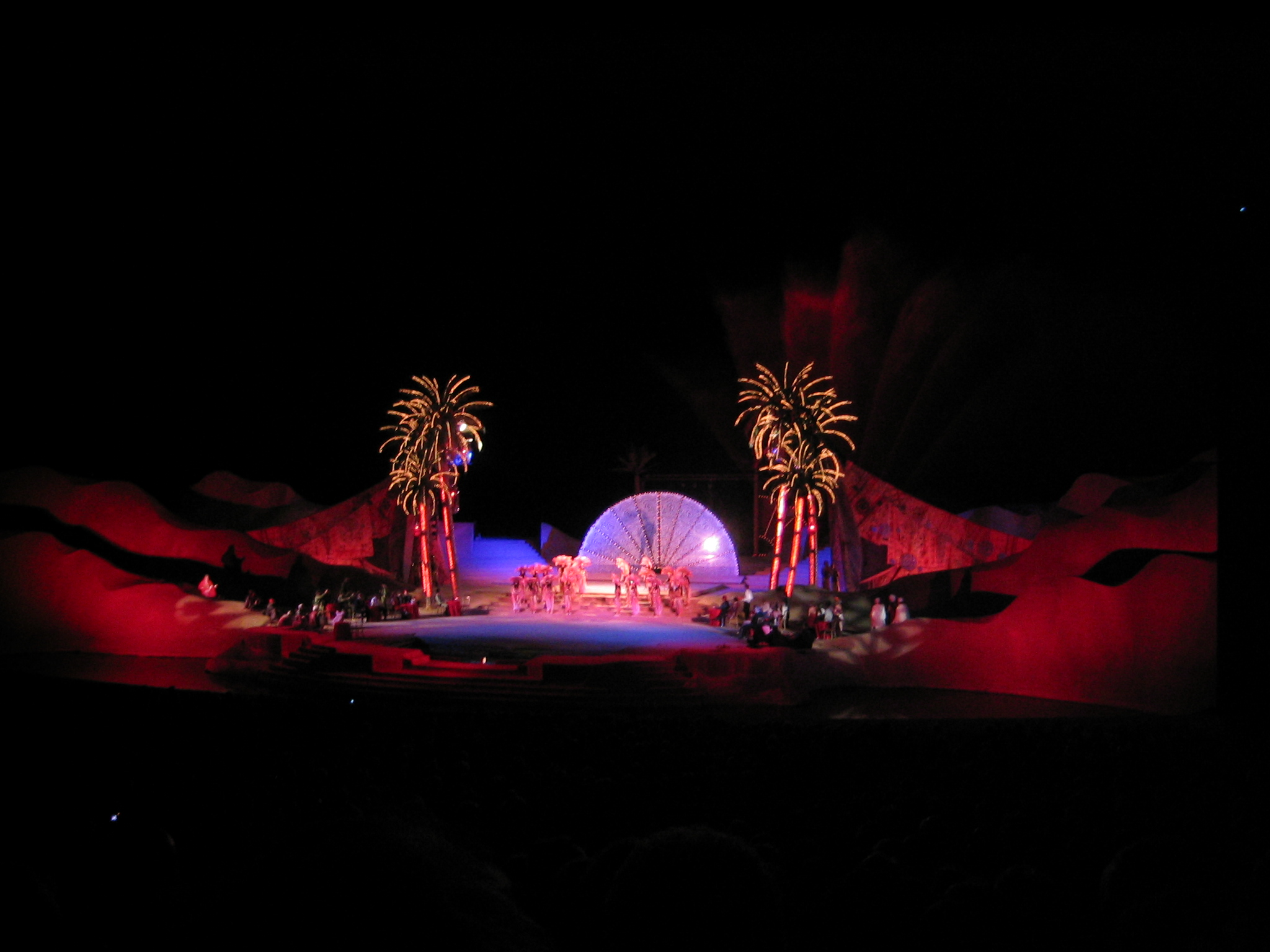
Aufführung von Giuditta bei den Seefestspielen in Mörbisch 2003

- Giuditta. Musikalische Komödie in fünf Bildern. Libretto: Paul Knepler und Fritz Löhner-Beda. UA 20. Januar 1934 Wien (Staatsoper) mit Richard Tauber und Jarmila Novotná

### Vokalwerke
- Karst-Lieder. Texte: Felix Falzari
 1. Schicksalsahnung – 2. Erfüllung – 3. Was streift mein Blick … – 4. Ich drücke deine liebe Hand … – 5. Es duften die Blüten … – 6. Mein Traumschloß – Versunken … – 7. Verzaubert …
- Die Liebe zog vorüber. Texte: Otto Eisenschitz (1863–1942)
 1. Ich war sein Mädel – 2. Das erste Mal – 3. Am Bache im Gras
- Fieber. Tondichtung für Singstimme und Orchester (1915). Text: Erwin Weill

### Instrumentalwerke
- Klaviersonaten F-Dur und d-Moll
- Fantasie für Klavier (1887–8)

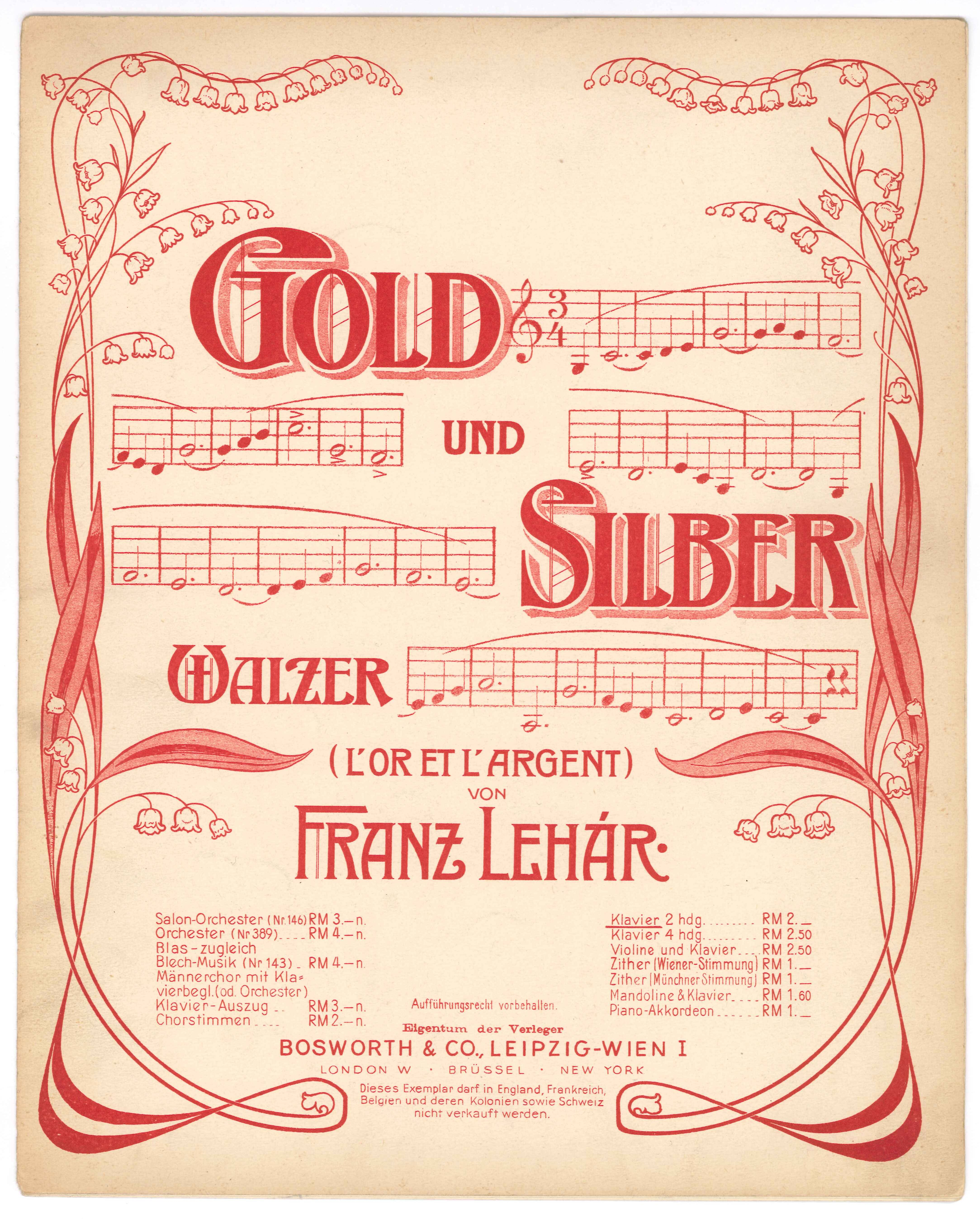
Opus 79, Notentitelblatt

- Concertino für Violine und Orchester (1888)
- Il Guado. Symphonische Dichtung für Klavier und Orchester (1894)
- Gold und Silber op. 79. Walzer für Orchester (1902)
- Eine Vision (Meine Jugend) Ouvertüre für Orchester (1907)
- An der grauen Donau. Walzer für Orchester (1921)
- Ungarische Fantasie op. 45 für Violine und Orchester (1935)